# Revista de História (1912)
Revista de historia : publicação trimensal começou a ser publicada em  Lisboa pela Livraria Clássica Editora, tendo como autor a Sociedade Portuguesa de Estudos Históricos. Apresenta um conjunto de artigos e dissertações assinados por notáveis como Fidelino Figueiredo, Fortunato de Almeida, Pedro de Azevedo, Lúcio de Azevedo, Vieira de Almeida, Sousa Viterbo, Basílio de Vasconcelos, Henrique Vilhena, Manuel da Silva Gaio, Edgar Prestage e  Afonso de Dornelas.